# Asiosarcophila kaszabi
Asiosarcophila kaszabi är en tvåvingeart som beskrevs av Boris Borisovitsch Rohdendorf och Yu. G. Verves 1978. Asiosarcophila kaszabi ingår i släktet Asiosarcophila och familjen köttflugor.
Artens utbredningsområde är Mongoliet. Inga underarter finns listade i Catalogue of Life.